# Elaeagia ecuadorensis
Espèce
Statut de conservation UICN

 VU B1ab(iii) : Vulnérable
Elaeagia ecuadorensis est une espèce de plantes de la famille des Rubiaceae.

## Publication originale
- Boletín de la Sociedad Venezolana de Ciencias Naturales 21: 242. 1960.